# Skullomie
Skullomie is een dorp ongeveer 3 kilometer ten noorden van Tongue in de Schotse lieutenancy Sutherland in het raadsgebied Highland.